# Verband der Kunstfreunde in den Ländern am Rhein
Der Verband der Kunstfreunde in den Ländern am Rhein war ein Verband von Vertretern aus Kunst, Politik und Wirtschaft westdeutscher, elsässischer und Deutschschweizer Städte. Der Verband wurde am 20. Januar 1904 auf Initiative des Schriftstellers Wilhelm Schäfer in Düsseldorf gegründet. Schäfer wurde Geschäftsführer des Verbandes, der Großherzog Ernst Ludwig von Hessen-Darmstadt dessen Schirmherr. Schäfers seit 1900 herausgegebene Zeitschrift Die Rheinlande gab ab 1905 der Verband heraus. Der Verband und seine Zeitschrift warben für die Idee einer kulturellen Gemeinschaft der „Rheinlande“, verstanden als „die Länder am Rhein“. Der Verband förderte Autoren und bildende Künstler durch Preise und Veröffentlichungen. Er gründete Kunstkommissionen in Düsseldorf, Frankfurt, Darmstadt, Stuttgart, Karlsruhe, Straßburg, Basel und Hagen. Außerdem organisierte er Ausstellungen. 1908 traten die Stadt Zürich und die deutschsprachige Schweiz dem Verband bei. Der Verband bestand aus rund 2000 Mitgliedern, vorrangig Adeligen, Industriellen und Künstlern. Er löste sich 1922 auf.

## Kunst-Ausstellung Stuttgart 1914
Zu den Höhepunkten der Ausstellungstätigkeit des Verbandes zählte die „Kunst-Ausstellung Stuttgart 1914“, die im Jahr zuvor eingeweihten Kgl. Kunstgebäude am Schloßplatz stattfand. Im Auftrag des Verbandes hatte Adolf Hölzel einen sogenannten „Expressionisten-Saal“ (Raum XVIII) eingerichtet. Im Katalogvorwort von Wilhelm Schäfer verlautete dazu: „Im Einklang mit den allgemeinen Bestrebungen des Verbandes, starken Begabungen gegen den landläufigen Geschmack zu helfen, aber unter eigener Verantwortung, steht der Saal der sogenannten Expressionisten, den Prof. Adolf Hoelzel im Auftrag des Verbandes einrichtete. Er zeigt Maler der jüngsten Richtung, die fürs erste nicht gerade den Beifall des Publikums finden, aber doch durch den unleugbaren Ernst und Eifer der Künstler dem Verband einer sorgfältigen Beachtung wert schienen; auch das Widerstrebende möge hier vor dem billigen Spott durch die Autorität von Adolf Hölzel gesichert sein.“ Vertreten waren die folgenden Künstler (in Klammern die Zahl der ausgestellten Werke): Gertrud Alber (1), Willi Baumeister (3), Walther Bötticher (1), Paul Bollmann (1), Carl Diem (1), Josef Eberz (3), Peter Eggers (1), Adolf Erbslöh, Marusja Foell (1), Lily Hildebrandt (1), Adolf Hölzel (1), Hermann Huber (1), Johannes Itten (1), Ida Kerkovius (1), Edmund Kinzinger (1), Marie Lautenschlager (1), August Macke (1), Heinrich Nauen (1), Walter Ophey (1), August Ludwig Schmitt (1), Oskar Schlemmer (3), Hermann Stenner (1), William Straube (1), Alfred Graf Wickenburg (1). Werke von Bötticher, Bollmann, Diem, Eberz, Eggers, Foell, Hildebrandt, Hölzel, Kinzinger, Lautenschlager, Ophey und Stenner waren auch an anderer Stelle der Ausstellung zu sehen.